# Schweineinfluenza

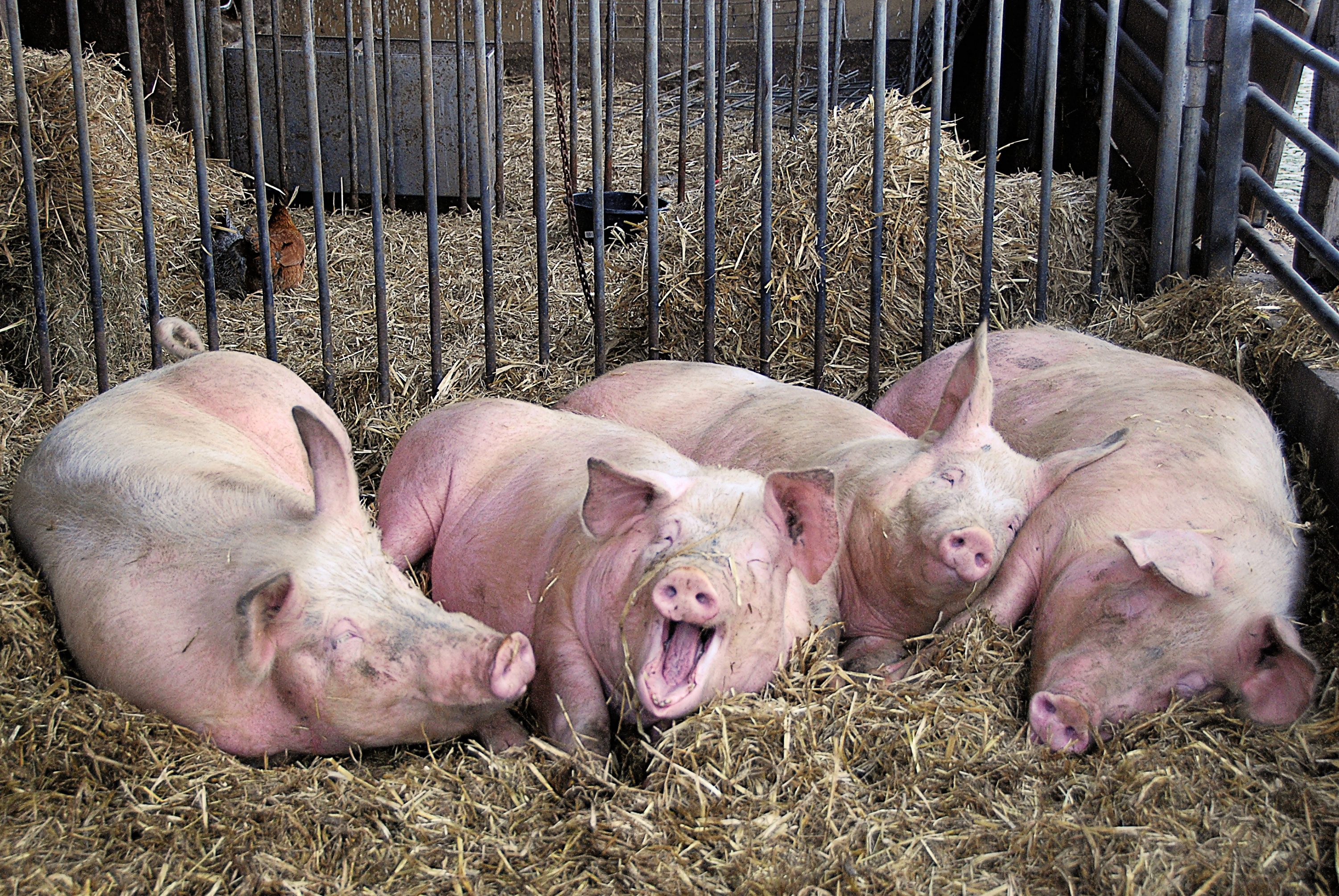
Hausschweine

Die Schweineinfluenza (auch als Porzine Influenza oder Schweinegrippe bezeichnet) ist eine akut verlaufende Infektionskrankheit der Atemwege bei Hausschweinen. Diese wird durch porzine (dem Schwein zugehörige) Influenzaviren verursacht, die der Virusgattung Influenzavirus A, Spezies Influenza-A-Virus angehören. Durch Reassortment der Segmente des RNA-Genoms von porzinen und humanen Influenzaviren kann es bei Ausbrüchen von Schweineinfluenza zur Entstehung neuer antigenetischer Varianten kommen (Antigenshift), die für das Tier oder den Menschen neue pathogene Eigenschaften besitzen. Diese neu entstehenden Subtypen (Reassortanten) sind jedoch keine klassischen Erreger der Schweineinfluenza.

## Erreger

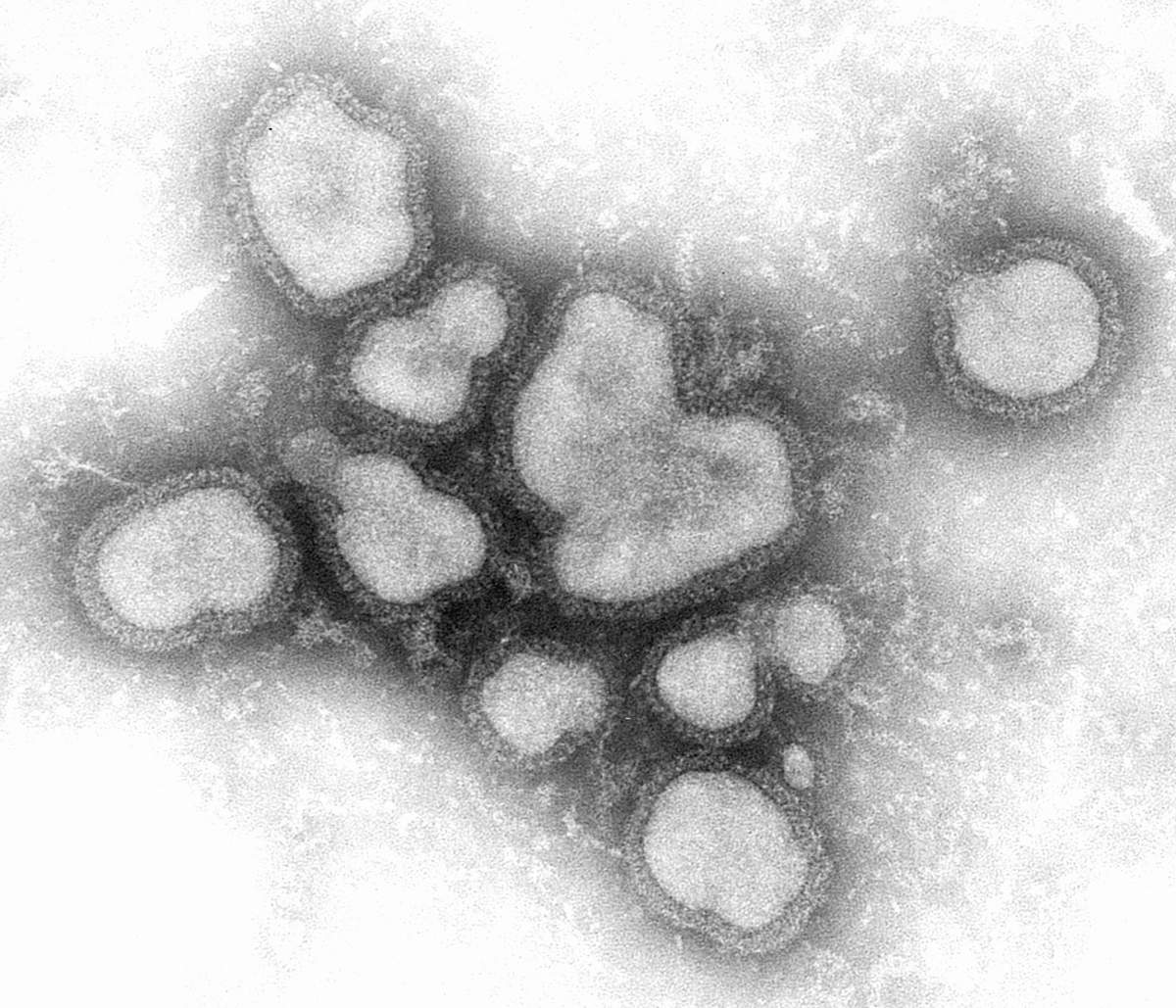
Influenza-A-Viren im TEM-Bild

Häufigster Erreger der Schweineinfluenza sind Influenza-A-Viren der Subtypen H1N1, selten H1N2 und H3N2. Sehr selten werden (humane) Influenza-C-Viren bei Schweinen isoliert. Die Influenzaviren bei Schweinen wurden früher auch als SIV (swine influenza virus) bezeichnet. 2006 wurde in Italien auch ein A/H3N1-Subtyp in Schweinen isoliert. Bei einer epidemiologischen Untersuchung in Zentralchina 2004 bis 2006, konnte auch ein sonst nur bei Pferden vorkommender Subtyp (H3N8) in Schweinebeständen nachgewiesen werden. Neben Influenzaviren, die auch eine Erkrankung beim Schwein auslösen, wurden eine Vielzahl an humanen, aviären und porzinen Virus-Subtypen aus Schweinen isoliert, die von diesen ohne Zeichen einer Influenzavirusinfektion verbreitet werden können.
Das erste porzine Influenzavirus (A/swine/Iowa/15/30 [H1N1]) wurde 1930 isoliert. In Europa verschwand dieser Erreger am Ende der 1950er Jahre vollständig, bis er 1976 wahrscheinlich durch importierte Schweine aus den USA erneut in die europäischen Schweinebestände eingetragen wurde, wo er seitdem endemisch ist. Die porzinen H1N1-Subtypen zeigten in den letzten 60 Jahren eine hohe genetische und antigenetische Stabilität. Erst 1979 tauchte erstmals ein aviärer H1N1-Subtyp bei Schweinen in Europa auf, der sehr ähnlich den Subtypen bei Enten war. Seither findet nachweislich eine gleichzeitige Verbreitung (Kozirkulation) porziner und aviärer Stämme statt.
Ende der 1990er Jahre wurden in den USA auch H1N2-Reassortanten bei Schweinen isoliert, die eine Mischung aus porzinen H1N1- und human/aviären H3N2-Reassortanten darstellten. Die Empfänglichkeit von Schweinen gegenüber aviären und humanen Influenzaviren wird neben der experimentellen und natürlichen Infektion auch durch die Tatsache gestützt, dass das Epithel der Luftröhre bei Schweinen beide Arten von Oberflächenrezeptoren aufweist, den aviären α2,3- und dem humanen α2,6-Sialinsäure-Rezeptor. Die Vermehrung von aviären Influenzaviren in Schweinen selektiert daher zusätzlich Varianten, die bevorzugt auch an humane Rezeptoren binden.

## Pathogenese und Krankheitsbild
Die porzinen Influenzaviren werden durch Tröpfcheninfektion über die Schleimhäute des Atemtraktes übertragen, wo sie sich zunächst in einzelnen Zellen des Epithels vermehren. Bereits in dieser Phase kann das infizierte Tier weitere Tiere des Bestandes infizieren. Als Inkubationszeit werden 1 bis 4 Tage angegeben. Die Infektion breitet sich innerhalb weniger Tage über das gesamte Atmungssystem – und damit auch die Lunge – aus. Ein Übergang der Viren ins Blut (Virämie) findet dabei nicht statt. Ein schnell ansteigendes, hohes Fieber (bis 42 °C), schwere Atemwegsentzündung, gesteigerte Schleimsekretion in der Nase und Tränenfluss kennzeichnen das volle Krankheitsbild. Eine interstitielle Pneumonie und eine akute Bronchitis sind typisch.
Die Schweineinfluenza ist hochkontagiös und breitet sich rasch innerhalb eines Tierbestandes aus. Die Erkrankung zeigt damit eine hohe Morbidität, jedoch eine geringe Letalität; nach 5 bis 7 Tagen klingen die Krankheitszeichen sehr rasch wieder ab. Als Komplikationen kommen nicht selten zusätzliche Sekundärinfektionen (Superinfektionen) mit bakteriellen Erregern vor, die dann das klinische Bild bestimmen können. Häufig sind die schweinepathogenen Vertreter der Bakteriengattungen Pasteurella, Mycoplasma und Bordetella an der Sekundärinfektion beteiligt. Die porzinen Influenzaviren können noch bis zu 5 Wochen nach Ausheilung der Erkrankung vom Tier ausgeschieden werden.

## Schweineinfluenza und Influenza beim Menschen

Antigenshift

Die klassischen porzinen Virusstämme verursachen beim Menschen selten, und dann nur milde Erkrankungen. Die Speziesbarriere von humanen, aviären und porzinen Virusstämmen kann durch eine Virusreplikation im Schwein jedoch durch die genetische Durchmischung der Genomsegmente durchbrochen werden. Die Bedeutung des Schweines bei der Entstehung neuer, pathogener humaner Stämme wird oft als „mixing vessel“ (Mischgefäß) charakterisiert. Bei diesem Übertritt zwischen den Spezies tauchen porzine Reassortanten beim Menschen und humane und aviäre Reassortanten im Schwein auf. Letztere sind jedoch keine Erreger der klassischen Schweineinfluenza.

### Porzine Reassortanten beim Menschen
Jener H1N1-Subtyp, der 1918/19 unter dem Namen Spanische Grippe zu einer großen Pandemie führte, wird mittlerweile als ursprünglich porziner Subtyp angesehen oder zumindest ein gemeinsamer Ursprungsstamm angenommen.
Ein Übertritt auf Menschen wurde 1976 beobachtet, als aus einem erkrankten Soldaten des Fort Dix in Burlington County (New Jersey), ein porziner H1N1-Stamm isoliert wurde, der dann auch bei fünf weiteren Soldaten gefunden wurde. Vier Soldaten erkrankten an einer viralen Lungenentzündung, ein Patient starb. Der Virusstamm glich einem ein Jahr zuvor aus Schweinen isolierten Subtyp. Umfangreiche serologische Untersuchungen zeigten, dass mindestens 500 Personen infiziert worden waren; die Infektionsquelle konnte jedoch nicht näher bestimmt werden. 1988 trat ein Fall einer tödlich verlaufenden Infektion in Wisconsin auf, bei dem ein Virus isoliert wurde, das in 7 der 8 RNA-Segmente einem bei Schweinen endemischen Virus glich. Besondere Mutationen im Hinblick auf eine erhöhte Pathogenität wurden jedoch nicht gefunden. In Europa kam es durch die Kozirkulation von aviären und humanen H3N2-Stämmen in Schweinen 1993 zum Auftreten eines neuen Subtyps, mit dem zwei Kinder in den Niederlanden infiziert wurden.
Eine neu aufgetretene Variante des Subtyps Influenza-A-Virus H1N1 wurde im April 2009 in Mexiko und den Vereinigten Staaten isoliert. Diese neu aufgetretene Reassortante wird effektiv von Mensch zu Mensch übertragen. Eine Erkrankung von Schweinen wurde nicht beobachtet und die Infektionsquelle nicht bestimmt. Der isolierte Stamm ist in vitro resistent gegen die bei Influenza wirksamen Virustatika Amantadin und Rimantadin, jedoch in vitro nach ersten Hinweisen sensibel für Neuraminidase-Hemmer Oseltamivir und Zanamivir. Die Bezeichnung der Pandemie H1N1 2009/10 als „Schweinegrippe“ ist insofern irreführend, als die isolierten Virusstämme keine Erreger der eigentlichen Schweineinfluenza darstellen. Sie besitzen nur eines von acht Genomsegmenten, das porzinen Ursprungs sein könnte und wurden daher als humane Reassortanten mit aviären und porzinen Anteilen klassifiziert. Die Virusvariante von 2009 soll jedoch schon Jahre vor dem eigentlichen Ausbruch durch Kombination verschiedener Viren bzw. Varianten im Schwein als Mischgefäß entstanden sein.

### Humane Reassortanten bei Schweinen
Die Infektion von Schweinen mit humanen Subtypen wurde erstmals 1938 serologisch nachgewiesen. Anfang der 1990er Jahre konnte durch Vergleich zirkulierender humaner und porziner Virusstämme aus Italien und China der regelmäßig lokal begrenzte Übertritt von humanen Viren auf Schweine gezeigt werden.

## Natürliches Reservoir
In der Natur gelten latent infizierte Schweine, sowie Wasservögel und Lungenwurmlarven (Metastrongylus) in Regenwürmern als Erregerreservoir.

## Diagnostik
Aufgrund des raschen Krankheitsverlaufs ist eine serologische Untersuchung auf Antikörper während der Erkrankung nicht sinnvoll. Zum Nachweis der porzinen Influenzaviren ist der direkte Erregernachweis mittels Virusisolierung in embryonierten Hühnereiern oder durch Polymerase-Kettenreaktion aus Nasen- und Rachenabstrichen meist erfolgreich. Bei Auftreten typischer Symptome in einem Tierbestand genügt es zumeist, bei einzelnen Tieren den Erreger nachzuweisen. Ein Infektionsausbruch kann im Nachhinein festgestellt werden, wenn aus einer Serumprobe zum Zeitpunkt der Erkrankung und einer weiteren Probe vier Wochen danach der Antikörpertiter bestimmt wird. Ein Titeranstieg der spezifischen Antikörper um den Faktor 4 gilt dann als beweisend.

## Prophylaxe und Bekämpfung
Gegen die häufigsten Erreger der Schweineinfluenza ist ein Kombinationsimpfstoff für Schweine verfügbar, der mehrere inaktivierte Subtypen der Influenzaviren (H1N1 und H3N2) enthält. Die Impfung wird bei Ferkeln um die 10. Lebenswoche durchgeführt, eine notwendige Zweitimpfung folgt vier Wochen nach der ersten Impfung. Um die Antikörperkonzentration im Kolostrum zu erhöhen und damit besonders gefährdete neugeborene Ferkel zu schützen, werden Muttersauen vier Wochen vor dem Abferkeltermin erneut geimpft.
Die Schweineinfluenza unterliegt in Deutschland, Österreich und der Schweiz keiner gesetzlichen Meldepflicht.